# Lin Qi
Pour les articles homonymes, voir Lin.
 (avril 2024).
La mise en forme du texte ne suit pas les recommandations de Wikipédia : il faut le « wikifier ».
Les points d'amélioration suivants sont les cas les plus fréquents. Le détail des points à revoir est peut-être précisé sur la page de discussion.
- Les titres sont pré-formatés par le logiciel. Ils ne sont ni en capitales, ni en gras.
- Le texte ne doit pas être écrit en capitales (les noms de famille non plus), ni en gras, ni en italique, ni en « petit »…
- Le gras n'est utilisé que pour surligner le titre de l'article dans l'introduction, une seule fois.
- L'italique est rarement utilisé : mots en langue étrangère, titres d'œuvres, noms de bateaux, etc.
- Les citations ne sont pas en italique mais en corps de texte normal. Elles sont entourées par des guillemets français : « et ».
- Les listes à puces sont à éviter, des paragraphes rédigés étant largement préférés. Les tableaux sont à réserver à la présentation de données structurées (résultats, etc.).
- Les appels de note de bas de page (petits chiffres en exposant, introduits par l'outil «  Source ») sont à placer entre la fin de phrase et le point final[comme ça].
- Les liens internes (vers d'autres articles de Wikipédia) sont à choisir avec parcimonie. Créez des liens vers des articles approfondissant le sujet. Les termes génériques sans rapport avec le sujet sont à éviter, ainsi que les répétitions de liens vers un même terme.
- Les liens externes sont à placer uniquement dans une section « Liens externes », à la fin de l'article. Ces liens sont à choisir avec parcimonie suivant les règles définies. Si un lien sert de source à l'article, son insertion dans le texte est à faire par les notes de bas de page.
- La présentation des références doit suivre les conventions bibliographiques. Il est recommandé d'utiliser les modèles {{Ouvrage}}, {{Chapitre}}, {{Article}}, {{Lien web}} et/ou {{Bibliographie}}. Le mode d'édition visuel peut mettre en forme automatiquement les références.
- Insérer une infobox (cadre d'informations à droite) n'est pas obligatoire pour parachever la mise en page.

Pour une aide détaillée, merci de consulter Aide:Wikification.
Si vous pensez que ces points ont été résolus, vous pouvez retirer ce bandeau et améliorer la mise en forme d'un autre article.
Lin Qi (1981年), est un entrepreneur chinois du monde des jeux vidéos, originaire de Wenzhou, Zhejiang.

## Biographie
Né à Wenzhou, Zhejiang en 1981, il aime les jeux depuis qu'il est enfant. Diplômé de l'Université des Postes et Télécommunications de Nanjing en 2004. Pendant ses études, il participe à l'équipe Star Legend et représente l'équipe du  Jiangsu lors de compétitions contre des adversaires coréens. Il obtient un diplôme EMBA de la Cheung Kong Graduate School of Business. Il travaille pour Zhejiang China Telecom et Shanghai Tianruan. En juin 2009, il fonde Youzu Network et en étant le président-directeur général. La même année, il apparaît avec succès dans le Hurun Report, au 912e rang, avec un actif de 4,5 milliards de yuans.

### Empoisonement
Le 16 décembre 2020, Li se sent mal après avoir quitté le travail et cherche lui-même un traitement médical. Lorsqu'il se rend à l'hôpital pour se faire soigner le 17 décembre, l'hôpital contacte la police durant son traitement. Le même jour, la police de Shanghai arrête Xu Yao, un collègue de Lin Qi. Le 23 décembre, Youzu.com annonce que son directeur général Lin Qi a été admis à l'hôpital en raison d'un inconfort physique. Après le traitement, sa condition physique est stable et continue de s'améliorer. Le 25 décembre, Lin meurt cependant à l'hôpital de Shanghai à l'âge de 39 ans en raison d'un sauvetage inefficace. Les médias pensent que Lin a été empoisonné à mort par le dirigeant de l'entreprise, Xu Yao. L'un des assistants de Lin, le directeur de Three Body Universe, Zhao Jilong, et la femme de Zhao Jilong ont également été empoisonnés à cause de cet incident,,,,.
Le 31 octobre 2023, le tribunal populaire intermédiaire n°1 de Shanghai tient un procès au cours duquel Xu Yao est poursuivi pour homicide volontaire. Le 22 mars 2024, Xu Yao est condamné à mort en première instance.